# Галицко-буковинские говоры

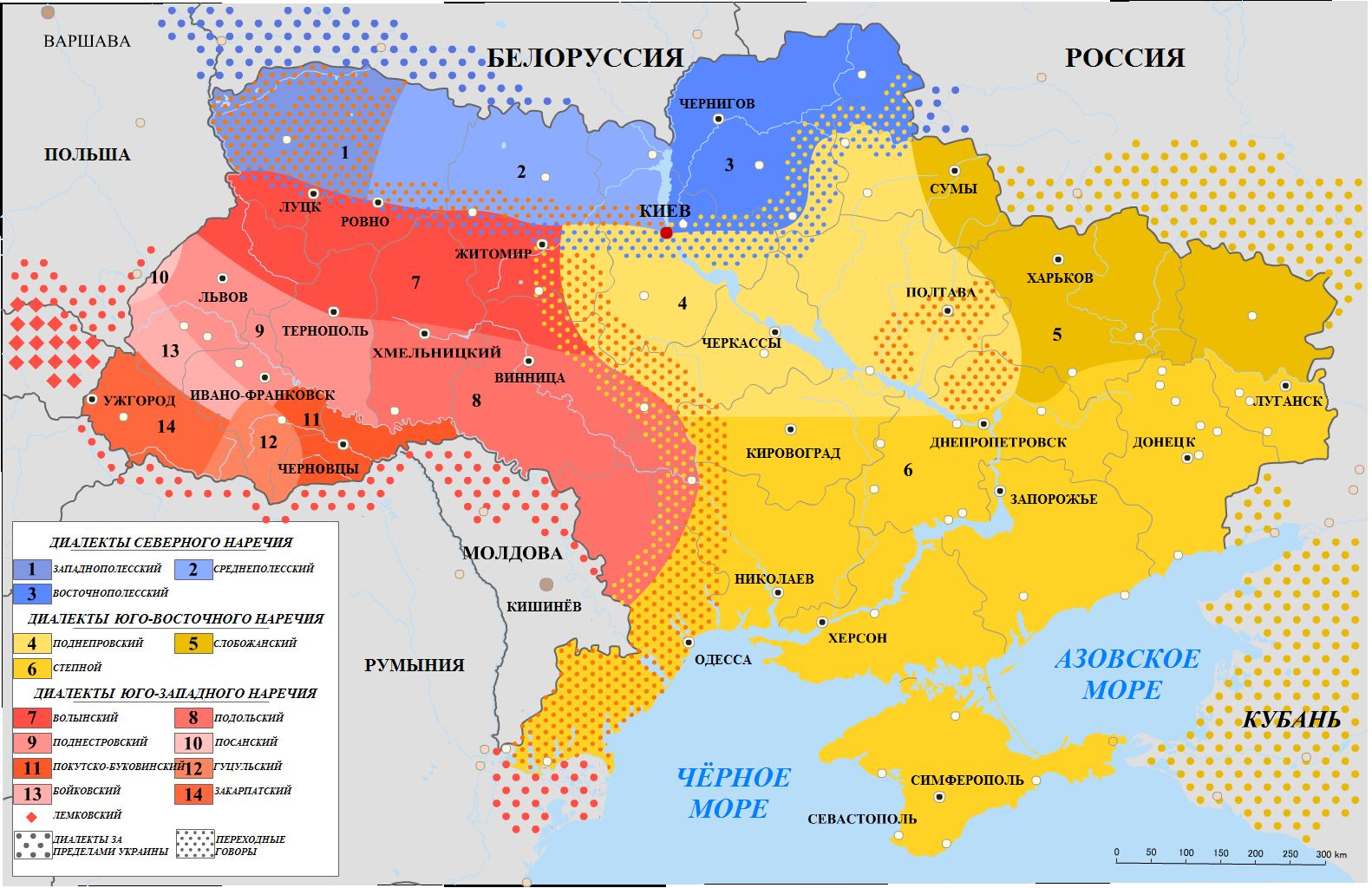
Ареал галицко-буковинских говоров на карте диалектов украинского языка

Га́лицко-букови́нские го́воры (также галицко-буковинская группа говоров; укр. галицько-буковинська група говорів) — одна из групп говоров юго-западного наречия украинского языка, ареал которой охватывает западные районы Украины в нижнем и среднем течении Днестра, включая Предкарпатье и Ополье, а также частично Карпатские горы (данный диалектный регион занимает центральную часть Львовской области, южную часть Тернопольской области, Ивано-Франковскую область, исключая её западные районы, восточную часть Закарпатской области и почти полностью Черновицкую область).
Галицко-буковинская группа является одной из трёх групп юго-западного украинского наречия наряду с волынско-подольской и карпатской. В неё входят поднестровские, покутско-буковинские, гуцульские и посанские говоры.

## Классификация
Галицко-буковинская группа говоров включает:
- поднестровские (галицкие, опольские) говоры;
- покутско-буковинские (покутские, надпрутские) говоры:
  - покутские говоры;
  - буковинские говоры;
- гуцульские (восточнокарпатские) говоры;
- посанские (сянские) говоры.

## Область распространения

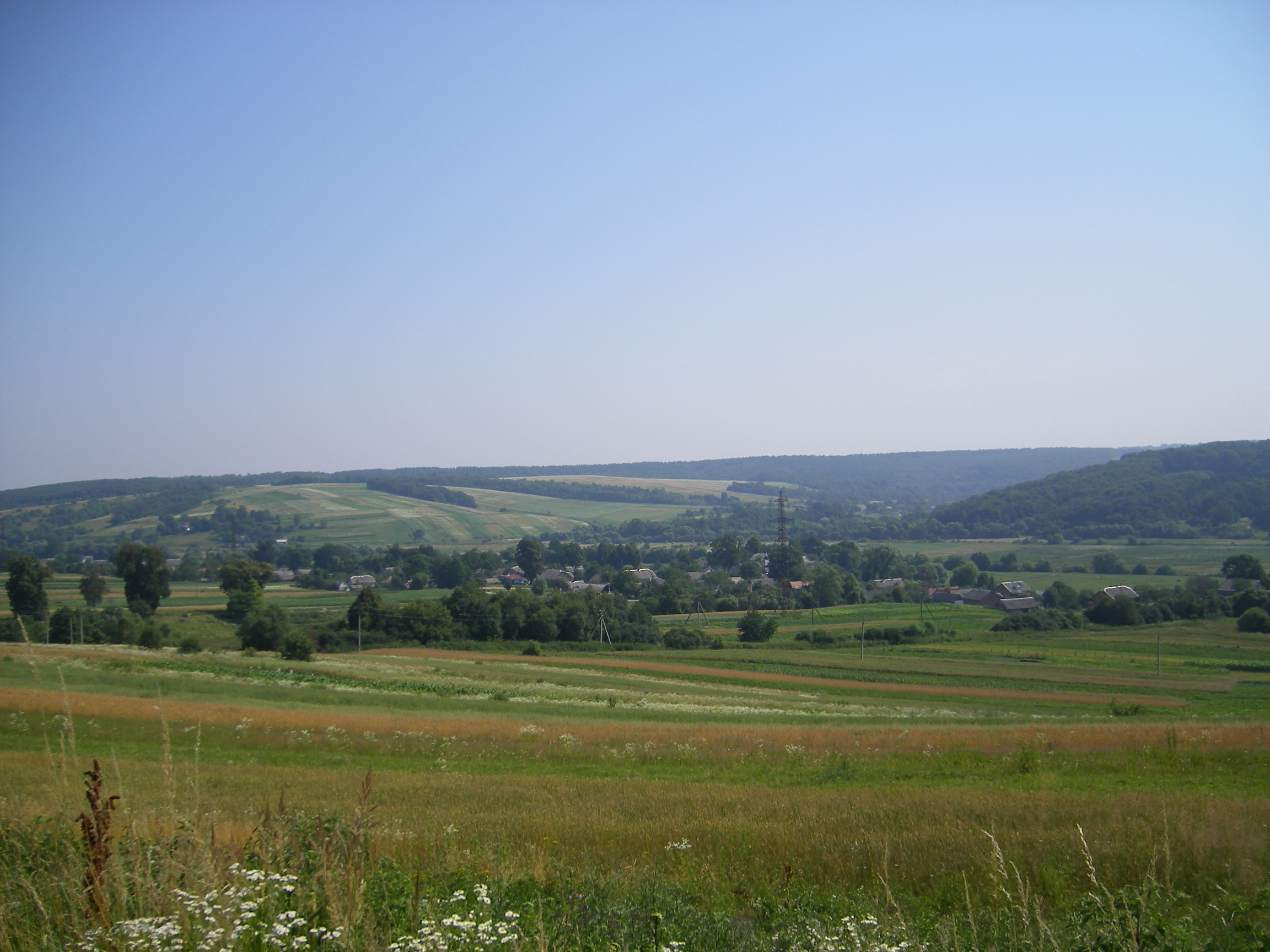
Ополье — часть ареала поднестровских говоров

Ареал галицко-буковинских говоров охватывает регионы западной Украины, размещённые в нижнем и среднем течении реки Днестр.
Ареал поднестровских говоров в целом совпадает с границами исторической области Восточная Галиция, в него входят географические регионы Предкарпатье и Ополье — по современному административно-территориальному делению Украины данный ареал включает центральные районы Львовской области, центральные и южные районы Тернопольской области, а также северные и центральные районы Ивано-Франковской области.
С запада к поднестровскому ареалу примыкает ареал посанских говоров, размещённый в верховьях реки Сан в приграничных с Польшей районах Львовской области (от реки Стрвяж на юге до реки Танев на севере). Небольшие островные поднестровские и посанские ареалы распространены также в Подкарпатском воеводстве Польши на сопредельных с Украиной территориях.
После Второй мировой войны носители посанских говоров были депортированы из своей основной области расселения, находившейся на нынешней польской территории к западу от оставшегося современного посанского ареала, в различные регионы Польши и Украины.
К югу от поднестровского ареала размещён ареал покутско-буковинских говоров (по правому берегу Днестра к востоку от Карпатских гор) — данный ареал охватывает восточные районы Ивано-Франковской области и почти полностью территорию Черновицкой области, исключая её крайне западные районы, в целом совпадая с границами историко-этнографических областей — Покутьем и Северной Буковиной.

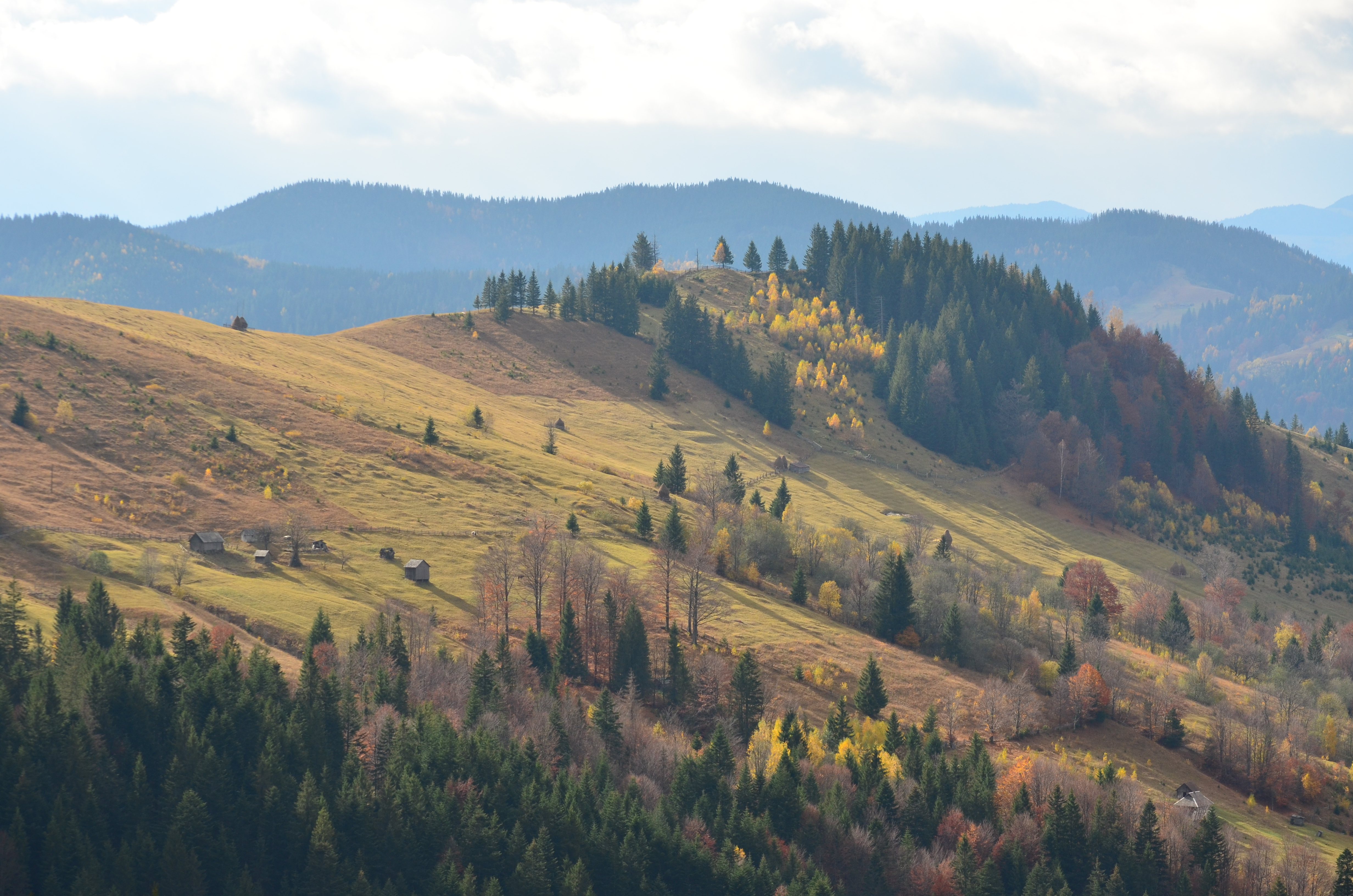
Гуцульщина — ареал гуцульских говоров

Область распространения гуцульских говоров расположена в Карпатах к югу от ареала поднестровских говоров и к западу от ареала покутско-буковинских говоров. Данная область известна под названием Гуцульщина (населена представителями субэтнической группы гуцулов), она охватывает восточную часть Закарпатской области, западную часть Черновицкой области и южную часть Ивано-Франковской области. Частично гуцульский ареал занимает небольшую территорию Румынии в приграничных районах с Украиной (северная часть жудеца Сучава).
Ареал галицко-буковинских говоров с севера, востока и запада окружают ареалы других говоров юго-западного украинского наречия, только лишь на юге и на северо-западе с галицко-буковинскими говорами соседствуют иноязычные территории. На севере галицко-буковинский ареал граничит с ареалом волынских говоров, на востоке — с ареалом подольских говоров, на юге — с ареалами диалектов молдавского и румынского языков. С юго-запада к области распространения галицко-буковинских говоров примыкает ареал закарпатских говоров, с запада — ареал бойковских говоров, с северо-запада — область распространения говоров малопольского диалекта польского языка, в которой отмечаются небольшие островные ареалы посанских и поднепровских говоров.

## Особенности говоров
Основные особенности галицко-буковинских говоров:
1. Реализация фонемы /а/ в позиции после мягких и шипящих согласных в звуках [е], [и], [i]: д′éковати, д′и́ковати (укр. литер. дякувати «благодарить»), ч′ес, ч′ис, ч′iс (укр. литер. час «время»).
2. Возможность замены палатальных согласных /н′/, /д′/ в позиции перед другим согласным звуком на [j]: д′íвойка (укр. литер. дівонька «девонька»), два́йцат′ (укр. литер. двадцять «двадцать»).
3. Отсутствие смягчения согласных /с/, /ц/, /з/ в суффиксах прилагательных -ськ-, -цьк-, -зьк-: с′íл′ский (укр. литер. сільський «сельский»), га́лицкий (укр. литер. галицький «галицкий»), кавка́зкий (укр. литер. кавказький «кавказский»).
4. Распространение существительных в форме дательного падежа с флексиями -ови, -еви: бра́тови (укр. литер. брату «брату»), му́жеви (укр. литер. мужу «мужу»).
5. Наличие у существительных, прилагательных и местоимений в форме творительного падежа окончания -оў: рукóў (укр. литер. рукою «рукой»), молодóў (укр. литер. молодою «молодой»), мнóў (укр. литер. мною «мной»).
6. Распространение глагольных форм типа му ходи́ти «должен буду ходить», меш ходи́ти «должен будешь ходить», бу́ду ходи́в «буду ходить», ходи́лис’мо «(мы) ходили» и т. д.

Кроме того, свои местные особенности представлены в каждом из галицко-буковинских диалектных регионов. Так, например:
- в днестровских говорах отмечается такое диалектное явление, как сильное смягчение согласных /с/, /з/, /ц/: с″íно (укр. литер. сіно «сено»), с″віт (укр. литер. світ «свет, мир»), з″íле (укр. литер. зілля «зелье»), ноз″í (укр. литер. нозі «ноге»), ц″iнá (укр. литер. ціна «цена»), ц″віт (укр. литер цвіт «цвет»);
- для покутских говоров характерны: депалатализация /с/ и /ц/ в конце слова: дес (укр. литер. десь «где-то»), хтос (укр. литер. хтось «кто-то»), хло́пец (укр. литер. хлопець «парень»), отец (укр. литер. отець «отец»); смягчение шипящих согласных: ч′огó (укр. литер. чого «чего»), плач′ (укр. литер. плач «плач»), ш′ч′о (укр. литер. що «что»), ж′éба (укр. литер. жаба «жаба»), лош′é (укр. литер. лоша «жеребёнок»);
- для гуцульских говоров характерны: сниженная артикуляция гласной /и/, сближенная с [е] (как в ударной, так и в безударной позициях): же́то (укр. литер. жито «рожь»), беикé (укр. литер. бики «быки»); наличие на месте мягких /т′/ и /д′/ заднеязычных согласных /к/, /ґ/: кі́ло (укр. литер. тіло «тело»), ґíло (укр. литер. діло «дело»); последовательная депалатализация аффрикаты /ц/: швец (укр. литер. швець «портной»), ву́лица (укр. литер. вулиця «улица»); употребление условной частицы бих: ходеў бих (укр. литер. ходив би «ходил бы»);
- в сянских говорах распространено окончание -ом у существительных женского рода в форме творительного падежа: руко́м (укр. литер. рукою «рукой»), водо́м (укр. литер. водою «водой») и т. д.